# Sacré Robin des Bois
Pour les articles homonymes, voir Robin des Bois (homonymie) et Robin Hood.
Pour plus de détails, voir Fiche technique et Distribution.
Sacré Robin des Bois (Robin Hood: Men in Tights), ou Robin des Bois : Héros en collants au Québec, est une comédie parodique franco-américaine réalisée par Mel Brooks en 1993. Il s'agit d'une parodie de l'histoire de Robin des Bois et plus particulièrement du film Robin des Bois, prince des voleurs de Kevin Reynolds (1991).

## Synopsis
Robin des Bois est fait prisonnier pendant les croisades. Il s'évade et rentre en Angleterre. À son arrivée, il trouve un pays en proie aux répressions du Prince Jean, le frère du Roi Richard parti en guerre et dont on est sans nouvelles. Avec à ses côtés Petit Jean, Will Scarlet, Mirette et le fils d'Al-Ergie, Atchoo (dont le nom est phonétiquement similaire à un éternuement, auquel on répond « à vos souhaits »), il va tout mettre en œuvre pour déjouer les plans du Prince Jean et du shérif de Rottengham.

## Fiche technique
- Titre : Robin des Bois : Héros en collants
- Titre original : Robin Hood: Men in Tights
- Titre québécois : Robin des Bois : Héros en collants
- Réalisation : Mel Brooks
- Scénario : Mel Brooks, J. David Shapiro, Evan Chandler
- Musique : Hummie Mann (en)
- Photographie : Michael D. O'Shea
- Production : Mel Brooks
- Sociétés de production : Brooksfilms, Gaumont
- Sociétés de distribution : Twentieth Century Fox (États-Unis) ; Columbia Pictures (hors États-Unis) ; Gaumont Buena Vista International (France)
- Pays de production :  États-Unis,  France
- Langue originale : anglais
- Durée : 104 minutes
- Genre : comédie parodique, aventures
- Dates de sortie : 
  - États-Unis : 28 juillet 1993
  - France : 15 décembre 1993

## Distribution
- Cary Elwes (VF : Emmanuel Curtil - VQ : Jacques Lavallée) : Robin des Bois
- Richard Lewis  (VF : Jacques Frantz - VQ : Luis de Cespedes)  : le prince Jean
- Roger Rees  (VF : Patrick Poivey - VQ : Benoit Rousseau)  : le shérif de Rottengham
- Amy Yasbeck (VF : Marie Vincent (dialogues) et Bénédicte Lécroart (chant) - VQ : Élise Bertrand (dialogues) et Martine Chevrier (chant) ) : Lady Marianne
- Dave Chappelle (VF : Lionel Henry - VQ : François Sasseville) : Atchoo
- Isaac Hayes (VF : Mostéfa Stiti - VQ : Victor Désy) : Al-Ergie (Asneeze dans la VO)
- Mark Blankfield (VF : Michel Papineschi - VQ : Mario Desmarais) : Mirette (Blinkin dans la VO, Clin d'œil dans la VQ)
- Eric Allan Kramer (VF : Bernard-Pierre Donnadieu - VQ : Pierre Chagnon) : Petit Jean
- Matthew Porretta (VF : Thierry Wermuth - VQ : François Godin) : Will Scarlet O'Hara
- Mel Brooks (VF : Jean Lescot - VQ : François Cartier) : le rabbin Tuckman
- Megan Cavanagh (VF : Monique Thierry - VQ : Johanne Léveillé) : Broomhilde
- Tracey Ullman (VF : Colette Venhard - VQ : Sophie Faucher) :  Latrine
- Patrick Stewart (VF : Jean Lagache - VQ : Hubert Gagnon) : Richard Cœur de Lion
- David DeLuise : un villageois
- Dom DeLuise  (VF : William Sabatier - VQ : Ronald France) : Don Giovanni
- Brian George (VF : Jean-Pierre Leroux - VQ : Jean-Marie Moncelet) : Dungeon Maitre D'
- Corbin Allred (VF : Hervé Rey - VQ : Olivier Visentin) : Enfant
- Robert Ridgely : le pendu

## Autour du film
- Vers la fin du film, le rabbin Tuckman déclare à Richard : « C'est bon d'être le roi ! ». Il s'agit d'un clin d'œil à la chanson de Mel Brooks intitulée It's Good To Be The King sortie dans les années 1980.
- Vers la fin du film, quand Robin nomme Atchoo comme nouveau shérif, tout le monde est surpris car ce dernier est noir. Atchoo réplique alors : « Ça a bien marché, dans Le shérif est en prison. » Cela fait référence au film de 1974 Le shérif est en prison également réalisé par Mel Brooks.
- Vers le milieu du film, lorsque Robin essaye de sauter sur son cheval et se rate de justesse, Atchoo lance en se moquant : « Aw, white men can't jump! » (« Oh, les Blancs ne savent pas sauter ! »), référence au film de 1992 Les Blancs ne savent pas sauter ; on notera au passage une légère différence sur la version française européenne, où Atchoo dit : « Les Blancs ne savent vraiment pas sauter ! ».
- Robin déclare : « Je suis Robin Des Bois, le vrai ! Et contrairement à mon prédécesseur, je ne danse pas avec les loups ! » pour se moquer de Kevin Costner, oscarisé pour Danse avec les loups, sorti en 1990, deux ans avant Robin des Bois, prince des voleurs (1991) que Sacré Robin des Bois parodie. Dans la version originale, Robin déclare que, contrairement à son prédécesseur, il parle avec un accent anglais. Dans la version Québécoise, Robin déclare « Parce que contrairement aux autres Robin des Bois, j'accepte de porter les collants, moi ! »